# Paranormal
El término paranormal (también, fenómenos paranormales; del griego παρά, pará, «al lado, al margen», y el adjetivo «normal») alude a supuestos fenómenos descritos en la cultura popular, en el folclore y en otros cuerpos de conocimiento no científicos cuya existencia se describe como más allá del alcance de la comprensión científica “normal”. Entre las creencias paranormales más destacadas se encuentran las relacionadas con la percepción extrasensorial (por ejemplo, la telepatía), el espiritismo y diversas pseudociencias como la caza de fantasmas, la criptozoología y la ufología.Según la RAE, todo lo paranormal es aquello que no puede ser explicado por los conocimientos científicos actuales y es objeto de estudio para la Parapsicología
Las propuestas sobre lo paranormal se diferencian de las hipótesis científicas o de las especulaciones extrapoladas a partir de las pruebas científicas en el hecho de que las ideas científicas se basan en observaciones empíricas y en datos experimentales obtenidos mediante el método científico; por el contrario, quienes defienden la existencia de lo paranormal explícitamente no basan sus argumentos en pruebas empíricas, sino en anécdotas, testimonios y sospechas. Los modelos científicos estándar explican que lo que parece ser un fenómeno paranormal suele ser una interpretación errónea, un malentendido o una variación anómala (es decir, poco frecuente) de los fenómenos naturales.

## Descripción

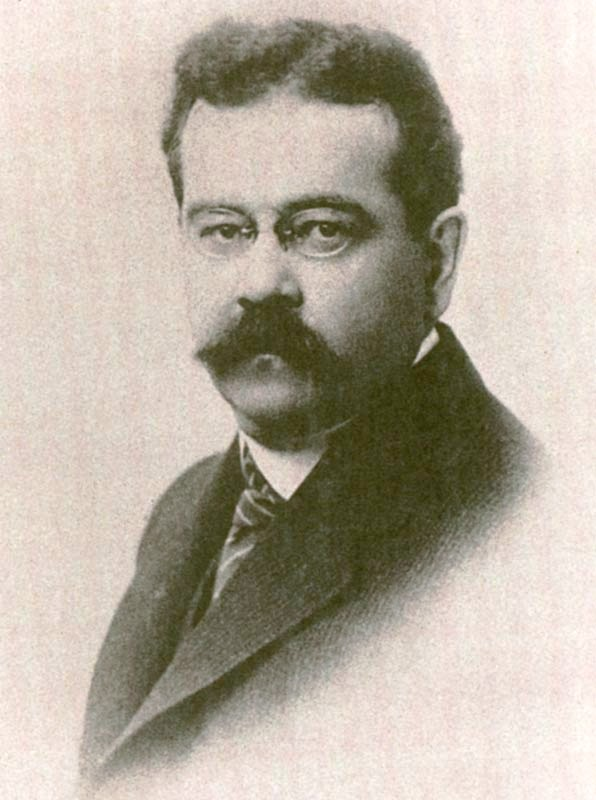
Imagen de Charles Fort en 1920. Fort es quizás el coleccionista de historias paranormales más conocido.

Una definición frecuentemente utilizada en la literatura científica es la de James E. Alcock (1981):

Un fenómeno paranormal es aquel que:
- No ha sido explicado en términos de la ciencia actual.
- Únicamente se puede explicar mediante una amplia revisión de los principios de base de la ciencia.
- No es compatible con la norma de las percepciones, de las creencias y de las expectativas referentes a la realidad.

Recientemente, J. Irwin y C. Watt proponen en la siguiente definición, muy general, que la Parapsicología "es el estudio científico de experiencias que, si son lo que parecen ser, están, en principio, fuera del dominio de las capacidades humanas tal como en el presente están conceptuadas por los científicos convencionales. Así, los fenómenos parapsicológicos señalan ostensiblemente la actuación de factores por lo común no conocidos o no reconocidos por la ciencia ortodoxa, a los que solemos referirnos como factores paranormales".
Que resulte inexplicable por las ciencias establecidas es condición necesaria para la estimación de un fenómeno como "paranormal", pero no es condición suficiente; tales efectos deben presentar además rasgos propios, específicos, que los distingan y aparten de los fenómenos naturales, tanto normales como anómalos, cuyo dinamismo se ajusta a las relaciones de variables conocidas o utilizadas por la ciencia oficial. Sería más precisa, en cuanto a esos rasgos específicos, la siguiente definición de Charles Richet: “Es característico del hecho metapsíquico, cualquiera que sea, el que parece ser debido a una inteligencia desconocida (humana o no humana). (...) Parece que son debidos a fuerzas inteligentes desconocidas, comprendiéndose en las mismas los sorprendentes fenómenos intelectuales de nuestras inconsciencias. (...) las fuerzas que determinan los presentimientos, las telepatías, los movimientos de objetos sin contacto, las apariciones y ciertos fenómenos mecánicos y luminosos, no parecen ser ciegas e inconscientes como el cloro, el mercurio y el sol. (...) dijérase que están dotados de entendimiento, voluntad, intenciones, que quizás no son humanas, pero que en todo caso se parecen a las voluntades e intenciones humanas. La intelectualidad, o sea la elección, la intención, decisión conforme a alguna voluntad personal, no conocida, constituye el carácter de todo fenómeno metapsíquico”. (El término "metapsíquico" equivale aquí a "parapsicológico").
En el mismo sentido se pronuncian J. B. Rhine y J. G. Pratt: "En realidad, lo más asombroso de este nuevo tipo de casos psíquicos es que ellos demuestran ser totalmente independientes del tiempo. (...) Resulta evidente, tanto de los casos espontáneos como de los experimentales, que la ESP no está limitada a ciertas distancias. (...) No podría esperarse que el tiempo ejerciera una influencia limitativa, si el espacio no lo hace. En efecto, se comprueba que el tiempo no ejerce tal influencia"."El hecho de que las funciones de psi hasta ahora no muestren influencias limitativas de espacio y tiempo revela una diferencia que es tal vez la más fundamental y sin embargo la más contradictoria de todo el universo del conocimiento. Es cosa evidente ahora en forma bastante concluyente en parapsicología, como para no dejar lugar a dudas, que (...) estamos tratando con principios y procesos no físicos"."El único rasgo distintivo de esta energía psíquica reside en el hecho de que funciona sin relación restrictiva de ninguna clase (que por lo menos se conozca) ante los criterios de espacio-tiempo-masa. Pero eso es solo repetir que esa energía no es física".
Se desprende de los textos citados que sería el conocimiento causal de los hechos llamados paranormales —hoy por hoy objeto solo de hipótesis, mejor o peor fundamentadas— lo que permitiría la definición de sus rasgos propios. De ahí el interés de la investigación de tales datos y de que no se ponga obstáculos a la misma. Se comprenderá mejor este problema leyendo la clasificación de fenómenos que figura a continuación. 

### Clasificación de fenómenos paranormales

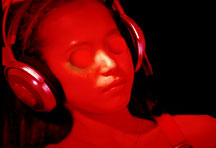
Participante de un experimento ganzfeld que, según sus defensores, puede mostrar evidencia de telepatía.

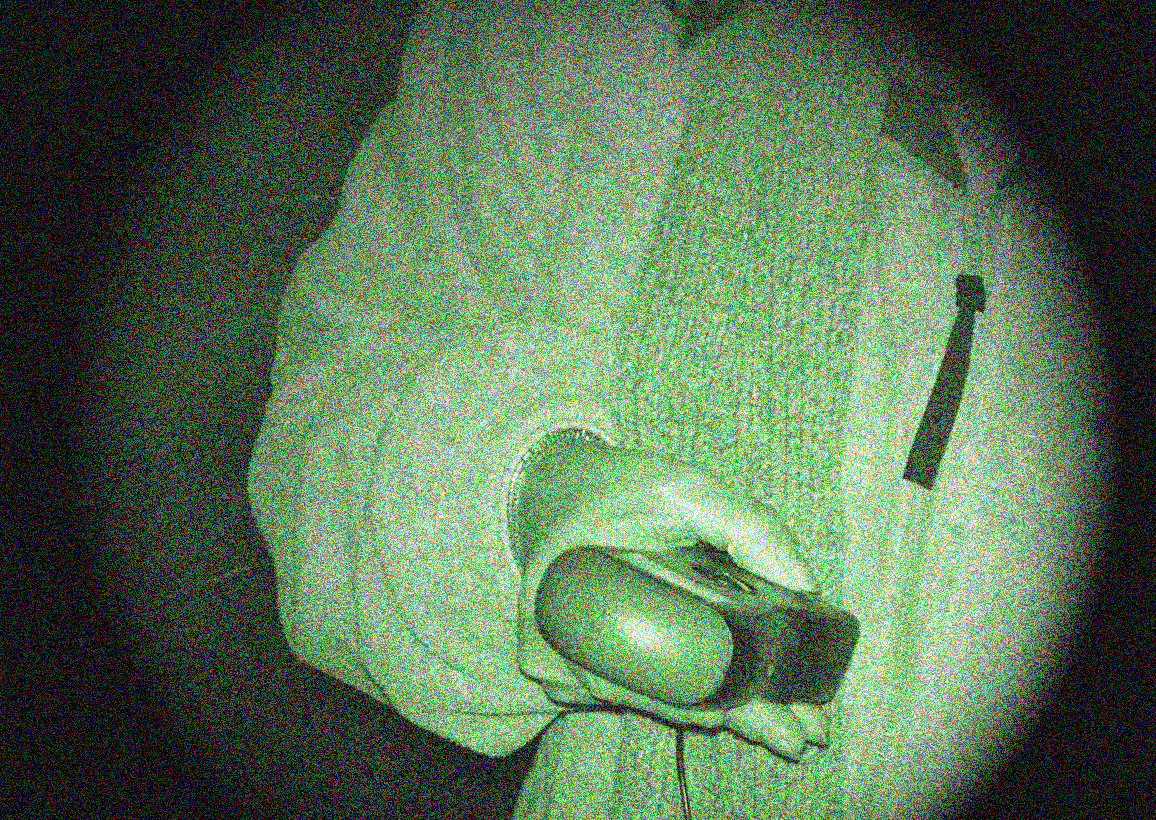
Un cazador de fantasmas toma una lectura de campos electromagnéticos, que según los defensores puede estar relacionada con la actividad paranormal.

Primer grupo: Fenómenos paranormales llamados "de conocimiento", caracterizados por la "obtención de información sobre el mundo exterior al margen de los canales sensoriales comunes". Son ejemplos los siguientes fenómenos, llamados de "percepción extrasensorial" (PES): la telepatía (comunicación o transmisión de contenidos de mente a mente, pero también entre hombre y animal y entre animales), la precognición (conocimiento de sucesos futuros libres), la retrocognición (conocimiento de sucesos pasados ignorados por el sujeto) y la simulcognición (conocimiento de hechos que tienen lugar en distinto espacio, en la misma unidad de tiempo). La radiestesia y telerradiestesia, la psicometría y las llamadas "mancias" estarían también incluidas, como fenómenos en los cuales la presencia o la utilización de muy diversos objetos excitarían presuntas facultades de PES en sujetos "dotados" o "paragnostas" (quiromancia, cristalomancia, cartomancia, cafemancia, ornitomancia, acutomancia, dominomancia, rabdomancia, astrología...).
Segundo grupo: Fenómenos paranormales llamados "de efectos físicos", en los que —siempre según sus estudiosos— se producen "efectos objetivamente detectables en el mundo exterior al margen del marco de las influencias energéticas conocidas (...): efectos mecánicos tales como el movimiento de objetos a distancia, sin el concurso de ninguna fuerza física detectable (telekinesis y psicokinesis), efectos antigravitacionales (levitación), cambios en el estado de la masa (materialización), transformaciones de energía (cambios de temperatura, producción de sonidos diversos y efectos electromagnéticos que se originan sin ninguna causa física conocida), y la influencia que ejerce aparentemente la concentración mental sobre reacciones químicas y sobre procesos biológicos". La literatura especializada recoge como ejemplos de fenomenología para-física, entre otros, además de los citados: la fantasmogénesis, la bilocación y la espectrogénesis; los aportes y la hiloclastia: apariciones y desapariciones de objetos que parecen surgir "atravesando" materia sin dejar señal; los "raps" (golpes); la clariaudiencia: audición directa de voces para las que no se detecta causa u origen físico; la hoy llamada "transcomunicación instrumental", que incluiría la psicofonía o parafonía y la psicoimagen o paraimagen; la ideoplastia o teleplastia: aparición de figuras y signos en medios físicos; el doblamiento de metales; la combustión espontánea; la psicofotografía (plasmación fotográfica voluntaria de contenidos imaginados); los "extras" (aparición en placa de elementos no presentes al realizarse la fotografía), etc. Asimismo, se incluyen efectos para-biológicos, entre los que se encuentran: las experiencias extracorpóreas; las formaciones ectoplásmicas, con posible inclusión en ellas de los fenómenos de transfiguración; la dermografía y, dentro de esta, la estigmatización; la transfixión; así como fenómenos para-higiénicos: varias formas de diagnóstico y terapia paranormales, entre las que destacan, por ejemplo, las atribuidas a los llamados "psicocirujanos" filipinos y brasileños, etc. 
Esoterismo, ocultismo, teosofismo, espiritismo, brujería, vudú, satanismo, etc. son contextos doctrinales en los que parece haberse registrado una variada fenomenología paranormal, la cual, por otra parte, está presente también en todas las grandes religiones (así, por ejemplo, la que aparece relatada en varios libros de la Biblia o en textos dentro del budismo o del lamaísmo, etc.) y místicas. Debe tenerse en cuenta, sin embargo, que interesa a la Parapsicología y pretende la verificación y definición precisa de los fenómenos paranormales objetivos, aislándolos, en tanto que hechos, del contexto teórico interpretativo en que, cuando es el caso, surgen o se producen.
Así sucedería al estudiar, por ejemplo, fenómenos de sanación al margen de la ciencia médica ortodoxa o convencional, observados por los antropólogos en grupos primitivos o que mantienen su identidad cultural total o parcialmente incontaminada, como el que registra, por ejemplo, Hermitte: se trata de sucesos que una comunidad indígena interpreta desde los relatos sobre su Dios, que todo lo puede y que castiga con enfermedades a aquel que no siga al pie de la letra sus órdenes, que, para la comunidad, garantizan una vida llena de plenitud, sin preocupaciones y una familia feliz. Cuando alguien del grupo es ofendido por un miembro del mismo, este cae rápidamente enfermo. Para una posible sanación deberá de ir a la casa de la curandera, conocida como “la bruja”. La misma se encargará de curarlo practicando una serie de “conjuros”, verificando mediante el pulso cómo va recorriendo la sangre el cuerpo. Según como sea la velocidad a la que va la sangre por el cuerpo, así será el tipo de avance que haya tenido la medicación. Si no hay avance, la bruja le preguntará si ha ofendido a un compañero de la comunidad y dependiendo de lo que conteste el hombre o mujer, decidirá si continuará con la sanación o lo dejará como un castigo. Es así como se castiga a los de la comunidad. Tal vez la enfermedad para la comunidad sea un castigo de su Dios todopoderoso, pero, ¿y si es solo una identidad desconocida que está poseyendo a la comunidad, un ser que habita entre la comunidad y es considerable que permanezca de esa manera durante generaciones, para ser catalogado como una leyenda o un mito? Afectando así la reputación de la familia en la comunidad o afectando a la comunidad y alejándolos de la civilización avanzada por un evento desconocido para todos, no cabe que para este fenómeno exista solución. Lo más recomendable es la ayuda de expertos que pueden devolver a la comunidad la paz que anhela.
El parapsicólogo se interesaría en principio por una sanación debidamente comprobada en la comunidad indígena anterior, aislándola, como hecho objetivo, de las creencias del grupo, y sabiendo que una curación heterodoxa no puede conceptuarse como "paranormal" por el solo hecho de producirse al margen de la Medicina convencional, ya que podría quedar explicada desde ciertos capítulos de la Psicología, además de los de la medicina psicosomática. El parapsicólogo investigaría después de haber podido descartar estas explicaciones (que, por otra parte, conducen a interrogantes de interés acerca de la relación entre cuerpo y mente). Una vez más, se destaca la cuestión central de la averiguación de las causas de los fenómenos que se presentan como paranormales, de cara a la identificación de los rasgos esencialmente propios de los mismos y, por tanto, para su completa definición.

## Difusión actual
Con la publicación de la obra El retorno de los brujos de Bergier y Pauwels (1960) y de los  bestseller de Erich von Däniken —como Recuerdos del futuro etc.—, hubo una oleada de publicaciones similares donde el tema de lo paranormal se potenció en librerías y revista; a tal punto; de influenciar audiencias en televisión y cine.  La aceptación de lo paranormal se ha difundido considerablemente, con un sinfín de películas y de series como la recordada The X-Files, y otras como Actividad paranormal, Supernatural, la serie Fringe o The Twilight Zone; programas de TV españoles tales como Cuarto Milenio y emisiones de radiodifusión como, entre otros, Milenio tres, Espacio en blanco o La rosa de los vientos.
Según un estudio de Gallup en 2005 en EE. UU., 73% de los encuestados creían en al menos uno de diez fenómenos paranormales incluidos en la encuesta.
Los fenómenos eran los siguientes (número de respuestas positivas entre paréntesis):
- Percepción extrasensorial (41%)
- Casas embrujadas (37%)
- Fantasmas (32%)
- Telepatía (31%)
- Adivinación del futuro (26%)
- Astrología (25%)
- Brujas (21%)
- Comunicación con los muertos (21%)
- Reencarnación (20%)
- Canalización de entidades espirituales (9%).

## Investigación y métodos

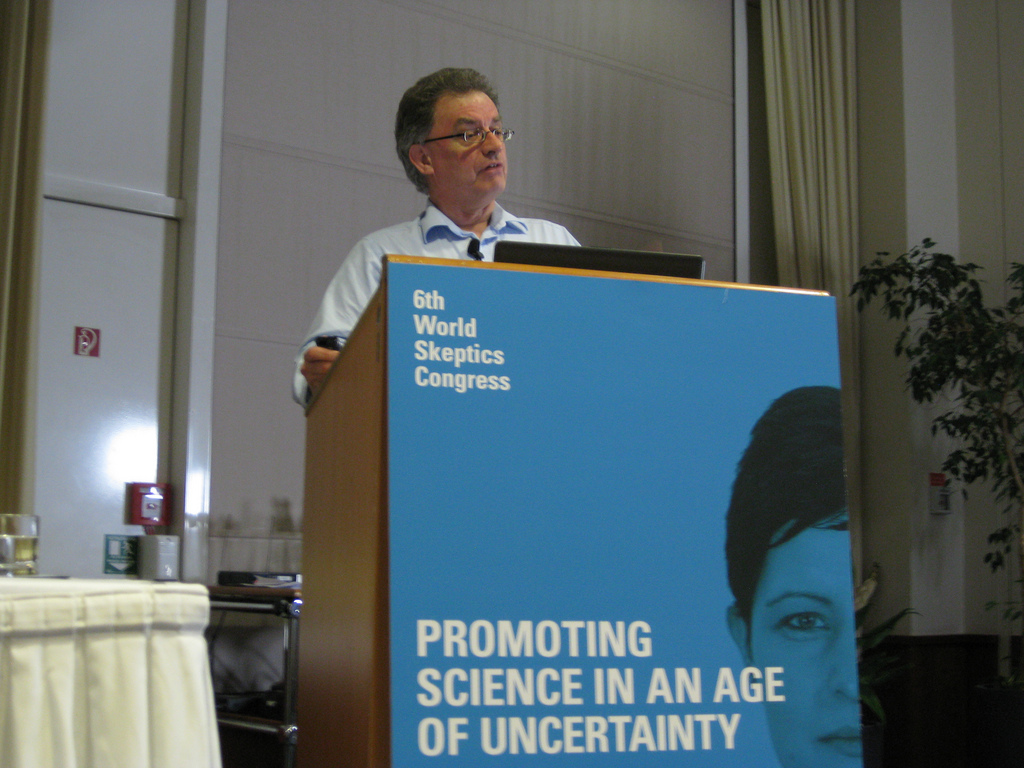
Chris French, fundador de la Unidad de Investigación en Psicología Anomalística.

La investigación de los fenómenos paranormales y aún más su interpretación, son difíciles de encajar en el ámbito de las pautas metodológicas y las teorías científicas establecidas. Debe tenerse en cuenta el problema epistemológico que significa el calificar como "paranormales" precisamente aquellos hechos para los que no se haya podido encontrar explicación causal empleando la metodología de la ciencia positiva, la cual es, por tanto, de obligatoria aplicación previa en el proceso —multidisciplinar— de determinación de todo supuesto fenómeno paranormal. Puede decirse que la historia de las ciencias, secular y abierta, ha venido siendo la de la mutua referencia entre lo observado, como dato a definir con precisión, y la elaboración del orden de pautas de investigación a seguir en el proceso metódico de lograr dicha definición. Esto ha conducido a señalar que, si han de ser los hechos observados los que orienten la elaboración del método y no al contrario, es decir, no que los hechos se adapten a un método preestablecido (que podría, como consecuencia de su aplicación, desfigurar los rasgos definitorios que se buscan), los datos que nos ocupan están reclamando una adecuada metodología específica.
Sucesos paranormales como los clasificados más arriba no constituyen observaciones deducibles de las teorías e hipótesis científicas, uno de cuyos valores es el de ser predictivas y contrastables, además de coherentes con el paradigma científico vigente, del cual reciben su inspiración. Dentro de la metodología científico-natural, teorías e hipótesis empíricas incluyen siempre, precisamente por ser empíricas, la posibilidad tanto de anomalías como de refutaciones, entre las cuales destacarían los datos llamados paranormales. En este sentido, la discusión contemporánea muestra que, según unos, el estudio de tales fenómenos pretende iniciar su propia historia como ciencia injustificadamente, porque carece de un ámbito propio de objetos a definir, bien porque se juzga que tales datos no se han verificado o no se han replicado experimentalmente, bien porque se los considera de posible asimilación a datos ya conocidos, mientras que según otros, esa historia, aunque llena de dificultades, está ya plenamente iniciada, al estimarse que los hechos, comprobados algunos de ellos también en laboratorio, componen una casuística significativa con fisonomía específica y, por tanto, su negación o el rechazo de su investigación no responden al genuino espíritu científico, sino, en el caso más objetivo de rechazo, a la posición denominada cientificismo.
El gran número de fenómenos presuntamente paranormales de que se viene teniendo noticia documental desde tiempos remotos, los registros y comprobaciones referidos a fenomenología tanto espontánea como provocada, así como la atención prestada por algunos científicos a ciertos fenómenos vinculados a la doctrina espiritista (mesas y "médiums" parlantes, escritura automática, formaciones ectoplásmicas y otros), terminaron por animar la creación de sociedades (así, en 1882, la pionera Society for Psychical Research, de Londres, con su posterior filial norteamericana) e institutos de investigación (así, en 1919, el Instituto Metapsíquico Internacional de París, declarado oficialmente "de utilidad pública", o el de Varsovia), con la promoción de conferencias y congresos sobre los datos que constituyen el objeto material de estudio del llamado, ya en nuestros días, "parapsicólogo". Cierta fenomenología espontánea que, como tal, es testimoniada desde experiencias vividas en condiciones no sometidas a control, también mereció interés por las posibles consecuencias científicas de lo que se descubriese respecto a sus procesos y causas, conduciendo progresivamente a una investigación que, objetivando su realidad bajo control experimental, lograse describir las leyes de su dinamismo. (Se prescinde aquí de la problemática epistemológica, general para todas las ciencias experimentales, que suponen las nociones de causalidad y de ley de la naturaleza, tal como ha venido siendo presentada a lo largo del siglo XX por científicos y filósofos de la ciencia). De hecho la ciencia afirma que no es casualidad que la mayoría de los sucesos paranormales tengan lugar de noche ya que la somnolencia y la fatiga se suman a la oscuridad, dando pie a una ilusión tan común como el sentido de presencia. También creen que el pensamiento paranormal es un antídoto contra la tanatofobia o miedo a la muerte.
"Investigación psíquica" y "Metapsíquica", término este último utilizado por el premio Nobel de Fisiología francés Charles Richet, fueron los primeros nombres dados a la disciplina que se ocupa del estudio de los fenómenos paranormales. A partir de la I Conferencia Internacional sobre Parapsicología, celebrada en Utrecht (Holanda) en 1953, se impuso este último término, "Parapsicología", acuñado en 1889 por Max Dessoir, filósofo alemán de la Universidad de Berlín. Los científicos reunidos en la citada Conferencia convinieron en el interés de la investigación de los fenómenos paranormales hasta el punto de que, como consecuencia, en el mismo año 1953 un encargo de curso conferido en 1936 al profesor Willem H. C. Tenhaeff (1893-1981) se convirtió en una cátedra con un laboratorio anexo, el Instituto de Parapsicología de la Universidad de Utrecht. Una segunda cátedra, esta vez ya ordinaria, fue adjudicada al profesor Johnson en la misma universidad. Poco después, en 1954, la Universidad de Friburgo de Brisgovia (Alemania) confiaría una cátedra de Psicología y áreas limítrofes de la Psicología que acogería el Instituto para las áreas fronterizas de la Psicología y la Psicohigiene, al fundador de este en 1950: el médico, humanista y psicólogo Hans Bender, reconocida autoridad europea en la investigación paranormal. Por su parte, tras las experiencias de telepatía llevadas a cabo por Bechterev y mejoradas por el fisiólogo Leónidas Vassiliev, hasta el punto de interesar al gobierno de la URSS para fines militares, este último científico fundó en 1960 y dirigió en Leningrado hasta su muerte, en 1966, el Instituto de Bioinformación (término soviético para designar la telepatía), que su sucesor, P. Gulyaev, convirtió en el Laboratorio de Cibernética Biológica de la Universidad de Leningrado.
La Parapsicología tiene sus orígenes en las investigaciones realizadas desde la segunda mitad del siglo XIX por científicos ilustres (el ya mencionado Charles Richet, Oliver Lodge, William Crookes, Alfred Russell Wallace, F. Myers, William F. Barrett, William James, y otros). Aunque ya entre ellos se dieron antecedentes, la Parapsicología llamada "cuantitativa" y "empírica" comenzó su andadura a raíz de utilizarse un método experimental en la Universidad de Duke (Carolina del Norte, EE.UU.) a finales de la década de 1920 y en la década de 1930, bajo los auspicios del psicólogo William McDougall, quien reclamó a un antiguo asistente suyo en Harvard: el catedrático de fisiología vegetal J. B. Rhine (1895-1980). Este, en labor conjunta con su esposa, la Dra. Louise Ella Rhine, también botánica y naturalista, utilizó las "cartas Zener" y dados especiales, para experimentos orientados a constatar las manifestaciones de percepción extrasensorial y de psicocinesis, así como a encontrar correlaciones estadísticas en ellos.
En 1957, en EE. UU. fue fundada la Parapsychological Association para el estudio metódico y sistemático de los fenómenos de este tipo. En 1969 la misma fue admitida en la prestigiosa Asociación Estadounidense para el Avance de la Ciencia. Esa afiliación, junto con una apertura mayor hacia los "fenómenos psíquicos" en la década de 1970, tuvo como consecuencia un aumento de la investigación parapsicológica, con un renovado interés por la experimentación en laboratorio que dio lugar, por ejemplo, a las series de experimentos sobre visión remota realizadas en 1972 y 1973 en el Stanford Research Institute (California), con, entre otros sujetos, el artista neoyorquino Ingo Swann y el ex comisario de policía Patrick H. Price, así como las llevadas a cabo con el sujeto israelí Uri Geller, todas ellas bajo la dirección de dos físicos, pioneros investigadores del láser, que juzgaron satisfactorios sus resultados: Harold Puthoff y Russell Targ.
El psicólogo John Beloff dio entrada a la Parapsicología en la Universidad de Edimburgo en 1962, habiéndose creado posteriormente en la misma Universidad la Unidad Arthur Koestler a partir del legado que, cumpliendo la última voluntad de este reconocido escritor, fallecido en 1983, se destinó a la investigación de los fenómenos paranormales. También en el Reino Unido, un nuevo galardonado con el premio Nobel se ha sumado a los que ya prestaron atención a los fenómenos paranormales: el físico Brian Josephson, de la Universidad de Cambridge. 
En la URSS y en los países de su ámbito de influencia, hubo también mucho interés en el estudio de la Parapsicología en esos años, que vieron la fundación de múltiples cátedras y sociedades estatales especializadas que investigaron con arreglo a programas experimentales.
Entre ellas estuvieron
la Academia de Parapsicología y Medicina (1970),
el Instituto de Paraciencia (1971),
la Academia de Religión e Investigación Psíquica,
el Instituto para las Ciencias Noéticas (1973), y
la Asociación Internacional de Investigación Kirlian (1975).
En respuesta al creciente interés popular por la Parapsicología, también en los años setenta se crearon organizaciones escépticas, principalmente el Comité para la Investigación Científica de Afirmaciones Paranormales (1976), ahora llamado Committee for Skeptical Inquiry (Comité para la Investigación Escéptica), junto con su revista, el Skeptical Inquirer. En España la organización equivalente es la Sociedad para el Avance del Pensamiento Crítico, llamada por razones históricas ARP-SAPC, y el Círculo Escéptico.
Las críticas a las prácticas y afirmaciones hechas por la parapsicología son amplias. El premio Nobel de Física Sir George Thomson, consideraba en los años 1950 que la prueba experimental aportada por Rhine en Estados Unidos y por Soal en Inglaterra era "buena, lo bastante buena para ser aceptada, si lo que estuviese en juego no fuera el trastorno fundamental de los sistemas de pensamiento que han adoptado los científicos más modernos y más técnicos", señalando que la importancia "del tema es enorme, y se trabaja demasiado poco sobre él. Si resulta ser cierto todo ello, se producirá una revolución en el pensar". Así, Thomson ya adelantaba la misma crítica que Carl Sagan resumía en "Afirmaciones extraordinarias requieren pruebas extraordinarias". Thomson también incidió en la falta de reproducibilidad de los resultados obtenidos y la poca calidad de la estadística disponible: "Las pruebas son buenas, pero no lo bastante, en parte porque son pocas las gentes que se han dedicado a su estudio", y también por el desacuerdo entre investigadores en cuanto a las hipótesis empleadas "para dar cuenta de resultados procedentes de experimentos bastante similares", admitiendo que "ello puede deberse a que, en conjunto, la idea se halla muy distante de nuestros pensamientos usuales". El psiquiatra Carl G. Jung —a quien la fenomenología paranormal interesó vivamente—, después de estimar "los conocidos experimentos de Rhine" como "prueba científica", expresaba lo siguiente: "la psique en ocasiones funciona más allá de la ley de causalidad espacio-tiempo. (...) Una imagen del mundo perfecta debería, por así decirlo, ser ampliada con otra dimensión; solo entonces podría aclararse unitariamente la totalidad de los fenómenos. Por ello los racionalistas insisten todavía hoy en que no existen experiencias parapsicológicas, pues con ello se derrumba su ideología (...), porque es imperfecta". (El término "racionalista" equivale aquí a "cientificista" y, en este contexto, a "escéptico"). La comprobación crecientemente rigurosa de los datos paranormales —sin la que, a pesar de las críticas, no se habría podido reconocer como científica la disciplina de la que son objeto— se ha venido proponiendo de las dos formas ya señaladas:

### Enfoque en fenomenología espontánea
Muchos estudiosos han catalogado testimonios referidos a fenómenos paranormales espontáneos, desde los numerosos archivados por la pionera Society for the Psychical Research de Londres; entre ellos, por ejemplo, el trabajo de Charles Fort (1874-1932), que recopiló unos 40.000 fenómenos inexplicados, sobre los que escribió siete libros, de los cuales perduran cuatro: The Book of the Damned (1919), New Lands (1923), Lo! (1931) y Wild Talents (1932).
La mencionada Dra. Louise E. Rhine escribe —refiriéndose concretamente al campo de los fenómenos de efectos parafísicos— lo siguiente, sobre el valor del dato paranormal espontáneo:

Nunca se hubiera pensado en investigar la PK (psicocinesis) en laboratorio si nadie hubiese comunicado un acaecimiento espontáneo que parecía ser un efecto directo de la mente sobre la materia. A causa de la acumulación de informes (...) se llegó finalmente a controlar pruebas para ver si era posible que existiera en la naturaleza un principio como el de la PK.

Y, sentando su posición como experimentadora, continúa: 

¿Qué relación existe entre esos sucesos espontáneos y la investigación experimental? (...) se debe intentar dar respuesta al interrogante: ¿cómo encajarían semejantes sucesos en la información sobre PK acumulada mediante sucesos experimentales?

La primera observación sobre la relación de la vida y el laboratorio es, simplemente, que los experimentos han demostrado que la PK es una realidad. Sin tal seguridad ningún comunicado de efecto espontáneo podría sostenerse frente a la absoluta improbabilidad de su acaecimiento.

Cuando se trata de fenómenos espontáneos, el investigador que accede a ellos se introduce en el escenario de los hechos con una primera finalidad imprescindible: asegurar su autenticidad, descubrir o descartar un posible fraude. Necesitará colaboradores expertos que aporten los pertinentes datos psicológicos, sociológicos, culturales, ideológicos, etc., en relación con los sujetos o testigos de los hechos, cuyos testimonios estudiará detenidamente, así como la recabada información histórica, cuando la misma sea relevante, sobre el lugar en que los hechos se han producido o se producen. Cuando se haya podido descartar el fraude, corresponderá a colaboradores científico-naturales determinar si los hechos tienen su adecuada explicación dentro de sus ciencias. Solo ante la negativa fundamentada de tal explicación, se clasificarán los fenómenos en su debida conceptuación paranormal hipotética, buscando, como es lógico, que el equipo investigador pueda observarlos de forma directa, utilizando medios técnicos de análisis y de registro de imagen, sonido y otras variables físicas, que proporcionan certeza de objetividad, así como datos sobre las probables y siempre importantes constantes o los elementos comunes con fenómenos ya investigados, permitiendo la buscada definición precisa de lo sucedido.
La crítica escéptica insiste en las posibles desviaciones introducidas por el observador, así como en la posible falta de sistematización en la recolección de datos.

### Enfoque experimental
Varias universidades del mundo e investigadores independientes emplean métodos experimentales (no necesariamente el uso del método científico, o su realización al 100%), para repetir bajo control en laboratorio algunos de estos fenómenos. Uno de los principales iniciadores en este campo fue el ya mencionado Joseph B. Rhine (1895 – 1980).
Los resultados experimentales hasta ahora no han sido universalmente aceptados y en pocas ocasiones se ha admitido su publicación en revistas científicas con peer review (revisión por pares), el método normal de aceptación de artículos científicos.

## La opinión de la comunidad científica

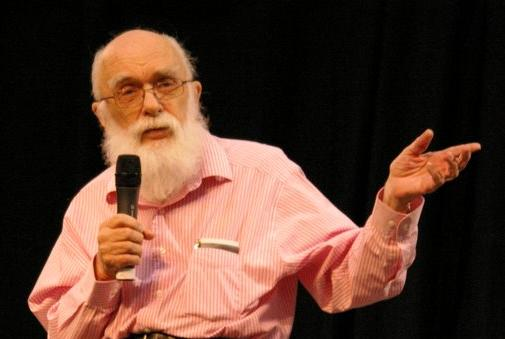
James Randi fue un conocido investigador de fenómenos paranormales.

La posición de la comunidad científica establecida queda reflejada en el siguiente texto, cuyo autor es Martin Gardner: "¿En qué se equivocan, en mi opinión, los parapsicólogos? No hay una respuesta única a esto. Creo que en la mayoría de los casos sus resultados son fruto de un sesgo no intencionado en el diseño de los experimentos y en el análisis de los datos en bruto. (...) En resumen, a mi modo de ver hay tres fuentes principales de error en los experimentos psi clásicos: la propensión inconsciente del experimentador, el fraude deliberado por parte de los sujetos, y un fraude poco frecuente por parte de los investigadores. (...) No puedo decir que las fuerzas psi no existan. Sólo digo que la evidencia que tenemos de ellas es débil. Las declaraciones extraordinarias reclaman una evidencia mucho más extraordinaria que la que los parapsicólogos han sido capaces de reunir. Cuando los experimentos puedan ser repetidos fiablemente, cuando sea evidente que los controles guardan una proporción razonable con la magnitud de las pretensiones, y cuando magos sabios participen en el diseño de esos experimentos y sean testigos de los mismos, entonces no dudaré en cambiar de parecer".
Otro miembro de la comunidad científica, el socio-psicólogo H. J. Eysenck, en obra de autoría común con el parapsicólogo Carl Sargent, escribe que, frente a informes de acontecimientos paranormales, a un lado "se sitúan aquellos que dicen: 'Está bien. Vayamos a echar un vistazo'. Para nosotros, esos son los verdaderos científicos. (...) Al otro lado tenemos a quienes no creen que puedan existir pruebas dignas de ser buscadas. (...)
Algunos científicos no desean que lo paranormal sea investigado. Están convencidos en el interior de sus propias mentes de que tales cosas no pueden existir (...) Y aún más: cuando se realiza alguna investigación en el campo de lo paranormal, esas gentes tratan de desacreditar las posibles pruebas conseguidas, a menudo con argumentos (...) que de ningún modo resultan aceptables a la luz de la crítica científica.
Rechazamos con firmeza ese escepticismo de andar por casa. En principio, debe ser posible investigar científicamente toda anomalía o anormalidad. Por otro lado (...) Debemos adoptar una postura crítica frente a las pruebas que se nos ofrezcan, e insistir en que esas anomalías 'paranormales' estén apoyadas por hechos innegables. Solo entonces podremos proceder a alterar o desafiar las ideas establecidas por la ciencia.
Sin embargo, hay una diferencia crucial entre un punto de vista escéptico y un punto de vista crítico. (...) Nosotros debemos ser (...) críticos, pero no escépticos".
Según los escépticos, cabe la posibilidad de considerar los fenómenos parapsicológicos no como fenómenos reales, sino dentro de la psicología individual y social, en estudios sobre el desarrollo de creencias.
La Psicología no se adhiere a los postulados de la parapsicología, aunque algunos psicólogos han sido prominentes parapsicólogos. Por ejemplo, en 1978 el catedrático de Psiquiatría checo Stanislav Grof, radicado en EE. UU., funda la "Asociación Transpersonal Internacional", impulsando el estudio y la investigación de los estados modificados de la conciencia. Su aporte a la Parapsicología ha sido básicamente el concebir la conciencia no solo como un mero producto de nuestro cerebro, sino como algo que puede existir de un modo transmaterial y que trascendería por tanto los límites del tiempo y del espacio. Los fenómenos paranormales y los místicos tendrían cabida como objeto de estudio en este nuevo modelo de la psique humana que ha desafiado los postulados establecidos por la ciencia convencional.

## Lo paranormal en el campo cinematográfico
El cine de terror es un género cinematográfico que se caracteriza por su voluntad de provocar en el espectador sensaciones de pavor, terror, miedo, disgusto, repugnancia, horror, incomodidad o preocupación. Sus argumentos frecuentemente desarrollan la súbita intrusión en un ámbito de alguna fuerza, evento o personaje de naturaleza maligna o celestial, a menudo de origen criminal o sobrenatural.
A mediados de los años 30 el ir al cine a pasar miedo era una misión que no todo el mundo era capaz de hacer, a pesar de esto, las películas de miedo fueron un éxito entre el público. En 1923 Universal Pictures empezó a producir películas con elementos góticos y terroríficos. El protagonista de casi todos esos films fue Lon Chaney, que pronto convirtió en un referente el cine de terror.
El cine de horror apareció con el mismo cine, la primera cinta considerada de terror fue La mansión del diablo, dirigida e ideada por Georges Méliés, que se estrenó el 24 de diciembre en 1896, en París. Desde ahí se han creado novedades de películas sobre monstruos, fantasmas, zombies, vampiros etc.. incluso seleccionando personajes que no deberían de dar miedo pero que con una serie de significación cinematográfica le da una nueva realidad como monjas, sacerdotes, payasos, niños pequeños... por ejemplo Tin y Tina, La monja, It, expediente warren, Smile, Hablame, Verdad o reto...

### TV
Entre 2004 y 2019 se estrenaron en la televisión americana más de 72 programas de estilo documental sobre temas paranormales. El estilo de la paranormal television  combina escenas de suspense (puntualizadas por sustos) con extractos de eventos paranormales experimentados por los presentadores del programa durante su investigación, incorporando temas de ocultismo y lo sobrenatural a un formato de programa establecido dentro de las características del Reality show. El éxito de este tipo de programas se suele apoyar en las sensaciones y sugestión de la audiencia, puesto que en ocasiones es difícil ver o escuchar los fenómenos capturados.

### YouTube
Con la creciente popularidad del tema y el desarrollo de las plataformas online, muchos investigadores amateur han empezado a compartir sus investigaciones reuniendo un amplio número de seguidores. A menudo emplean material "científico" para dar credibilidad a la investigación, descritos comúnmente junto palabras como energías, frecuencias, magnético, o resonancia. 

### A favor
- www.parapsych.org (Parapsychological Association. (en inglés))
- www.metapsychique.org (Institute Métapsychique International, de París. (en francés))
- www.metapsichica.net (Assoc. Scientifica Italiana di Metapsichica. (en italiano)
- www.igpp.de (Institut für Grenzgebiete der Psychologie und Psychohygiene. En alemán e inglés.)
- www.elseip.com/ Sociedad Española de Investigaciones Parapsicológicas (SEIP)

### En contra
- Portal de Explicaciones Racionales al Mundo Paranormal y Sobrenatural
- Sociedad para el Avance del Pensamiento Crítico
- Vínculos a asociaciones escépticas en todo el mundo
- Comittee for Skeptical Inquiry Archivado el 16 de marzo de 2014 en Wayback Machine. (en inglés)
- "Skeptical Enquirer" (en inglés)

- Datos: Q332102
- Multimedia: Paranormal / Q332102